# Britische Blockade von Algier

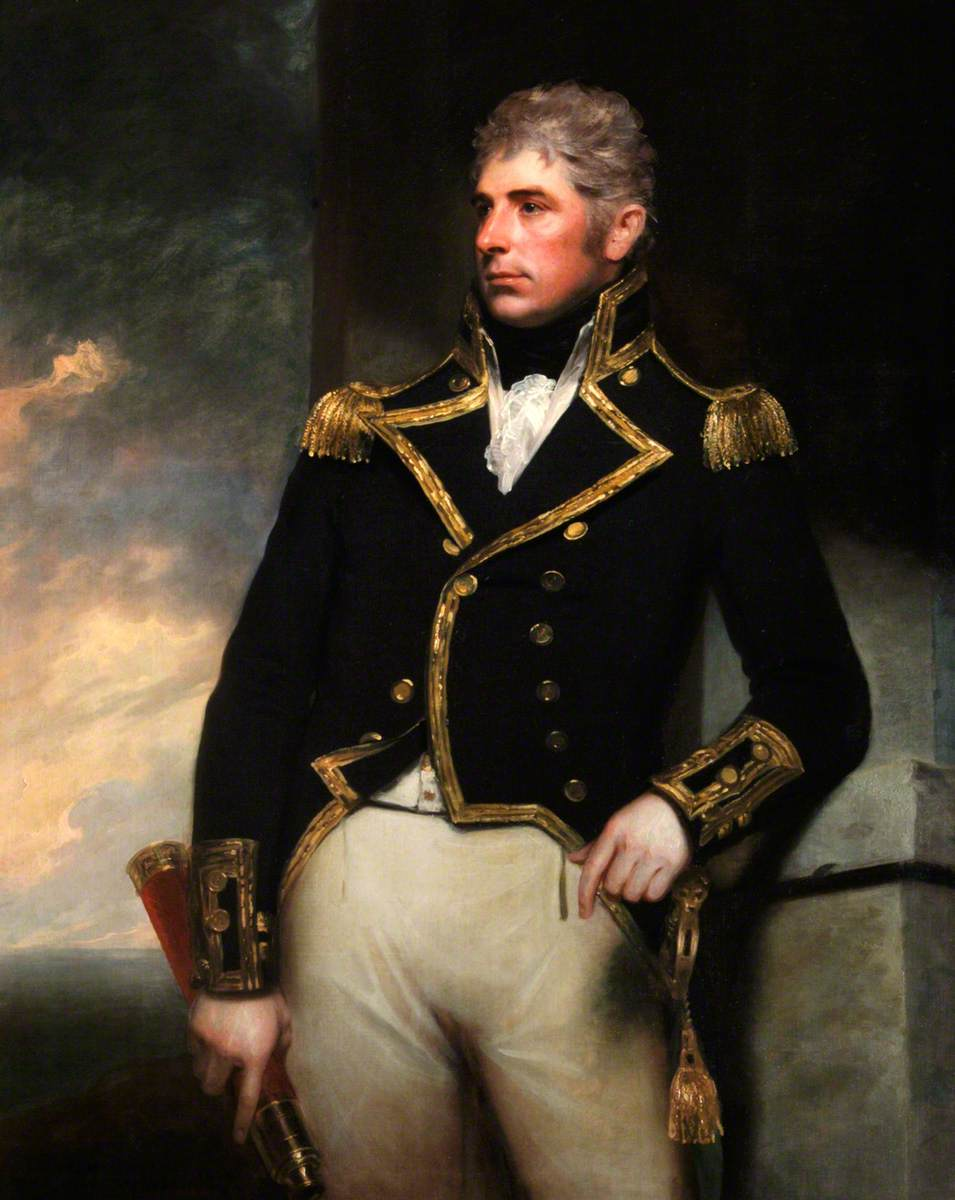
Vizeadmiral Harry Burrard-Neale (1822)

Die Britische Blockade von Algier fand von März bis Juli 1824 statt, nachdem die diplomatische Immunität des britischen Generalkonsuls in Algier missachtet worden war.

## Vorgeschichte
Nachdem ein Nomadenstamm die Bevölkerung in der Nähe von Bugia überfallen hatte ordnete Hussein Dey von Algerien am 22. Oktober 1823 an, dass alle Kabylen inhaftiert werden sollten. Da bei den meisten ausländischen Vertretungen in Algier Kabylen beschäftigt waren, mussten sie diese entlassen. Der britische Generalkonsul Hugh McDonell und sein amerikanischer Kollege William Shaler widersetzten sich der Anordnung und ließen die algerischen Behörden wissen, dass sie ihren kabylischen Angestellten Unterschlupf gewährten. Sie warnten vor den Konsequenzen, falls die algerischen Behörden die Kabylen mittels Gewalt aus den Häusern der Diplomaten holen würden. Trotzdem verschafften sich algerische Sicherheitskräfte gewaltsam Zugang zu McDonells Haus und durchsuchten die Privatgemächer nach versteckten Kabylen.
McDonell meldete den Vorfall der britischen Regierung und im Januar 1824 wurde die Fregatte HMS Naiad und die Brigg HMS Cameleon nach Algier entsendet. Hussein Dey wurde aufgefordert, dem britischen Konsul durch einen Vertrag weitere Rechte einzuräumen. Da dieser sich weigerte zu unterschreiben bestieg McDonell mit seiner Familie die Fregatte, übergab Shaler sein Haus und verließ Algier.

## Blockade Algiers
Am 28. März 1824 erschien Vizeadmiral Harry Burrard-Neale mit einer großen Flotte vor Algier und begab sich zu Hussein Dey. Der algerische Dey zeigte sich schließlich bereit den Vertrag zu unterschreiben, weigerte sich aber dagegen, dass McDonell wieder Konsul in Algier würde. Daraufhin erklärte Harry Burrard-Neale, dass somit der Krieg gegen Algerien begonnen habe und verhängte eine Blockade über den Hafen von Algier. Er erwartete das Eintreffen von weiteren Bombardschiffen, um mit dem Beschuss der Stadt den Dey zum Einlenken zu bringen.
Am 10. Juli 1824 wurden die Schiffe in großer Entfernung in Stellung gebracht, obwohl die angeforderte Verstärkung noch nicht komplett eingetroffen war. Der Kutter Racer sollte am 14. Juli nach Marseille segeln, da es windstill war trieb er an die Küste, kam dem Gegner zu nahe und wurde von ihm beschossen. Die Algerier planten offensichtlich das nur schwach bewaffnete Schiff zu übernehmen. Die HMS Naiad eröffnete das Feuer auf die Gegner und versenkte zwei ihrer Kanonenboote und die HMS Racer konnte entkommen.
Am 24. Juli 1824, nachdem das letzte Bombardschiff eingetroffen war, begab sich Robert Spencer zu dem Dey, der sich für den Vorfall entschuldigte. Am darauf folgenden Tag unterzeichnete Hussein Dey den Vertrag in Gegenwart von Harry Burrard-Neale, über die Rückkehr von McDonell wurde nicht mehr verhandelt.

## Beteiligte Schiffe
| Schiffsname    | Kanonen | Kapitän                                   | Schiffsbeschreibung                                                          |
| -------------- | ------- | ----------------------------------------- | ---------------------------------------------------------------------------- |
| HMS Revenge    | 76      | Flag Captain Charles Burrard              | Linienschiff dritter Klasse, Flaggschiff von Vizeadmiral Harry Burrard-Neale |
| HMS Glasgow    | 50      | Captain Hon. Anthony Maitland             | Fregatte vierter Klasse                                                      |
| HMS Leander    | 50      | Captain Edward Chetham                    | Fregatte vierter Klasse                                                      |
| HMS Naiad      | 46      | Captain Hon. Sir Robert Cavendish Spencer | Fregatte vierter Klasse                                                      |
| HMS Active     | 48      | Captain Andrew King                       | Fregatte fünfter Klasse                                                      |
| HMS Cambrian   | 46      | Captain Gawen William Hamilton            | Fregatte fünfter Klasse                                                      |
| HMS Euryalus   | 42      | Captain Augustus William James Cliffon    | Fregatte fünfter Klasse                                                      |
| HMS Lively     | 46      | Captain William Elliott                   | Fregatte fünfter Klasse                                                      |
| HMS Phaeton    | 46      | Captain Henry Evelyn Pitfield Sturt       | Fregatte fünfter Klasse                                                      |
| HMS Sybille    | 44      | Captain Samuel John Brooke Pechell        | Fregatte fünfter Klasse                                                      |
| HMS Cyrene     | 20      | Captain Percy Grace                       | Fregatte sechster Klasse                                                     |
| HMS Aetna      | 6       | Captain William Sandom                    | Bombarde                                                                     |
| HMS Falmouth   | 22      | Lieutenant John Milligen Laws             | Bombarde                                                                     |
| HMS Infernal   | 10      | Captain Robert Heriott Barclay            | Bombarde                                                                     |
| HMS Meteor     | 14      | Captain James Scott                       | Bombarde                                                                     |
| HMS Terror     | 10      | Captain Alexander Dundas Young Arbuthnott | Bombarde                                                                     |
| HMS Lightning  | 2       |                                           | Raddampfer, als Schlepper verwendet                                          |
| HMS Express    | 12      | Mate James Gordon                         | Schoner, Tender zu HMS Revenge                                               |
| HMS Martin     | 18      | Captain Henry Eden                        | Sloop                                                                        |
| HMS Prometheus | 18      | Henry Edward Wingrove                     | Sloop                                                                        |
| HMS Ranger     | 28      | Captain Peter Fisher                      | Sloop                                                                        |
| HMS Weazel     | 10      | Commander Timothy Curtis                  | Sloop                                                                        |
| HMS Racer      | 6       | Mate James Irwin                          | Kutter, Tender zu HMS Revenge, als Schlepper verwendet                       |
| HMS Goodwill   |         | Lieutenant Commander James Thorne         | kleines Schiff                                                               |

Die HMS Lightning war durch die Teilnahme an der Blockade von Algier das erste Dampfschiff, das in einem militärischen Konflikt zum Einsatz kam, wenn auch nur als Schleppschiff.